# Ponte romano di Saint-Vincent
Il ponte romano di Saint-Vincent, in Valle d'Aosta, è un ponte costruito in epoca romana per superare una stretta gola sul torrente Cillian, affluente della Dora Baltea.

## Storia
Il ponte, una delle più importanti testimonianze dell'opera ingegneristica romana lungo la via delle Gallie, venne utilizzato fino al 1839 quando, l'8 giugno, lo sperone roccioso su cui poggiava la spalla destra rovinò, forse a causa di un terremoto, portando con sé l'arcata centrale.
Seguì un altro crollo, nel 1907, stavolta dell'arco di ponente, dovuto a infiltrazioni d'acqua.
Nel 1939, un ampio restauro integrativo consolidò la struttura.

## Descrizione
Il ponte, di notevole fattura, era lungo più di 49 metri; la via delle Gallie sul ponte era larga 4,64 metri ed era protetta dai venti tramite alti parapetti e illuminata da piccole finestre rettangolari.
In origine, il ponte di Saint-Vincent si componeva di 3 parti, di cui la principale era l'unica arcata a tutto sesto dalla luce di 9,71 metri. Le spalle che sostenevano l'arcata poggiavano direttamente sulla roccia della gola. L'arcata centrale del ponte si saldava al resto della strada tramite due parti laterali e simmetriche, poste ad angolo ottuso, con arcatelle cieche coperte in laterizio. A valle, arcata e arcatelle erano rafforzate da contrafforti.
Oggi resta l'inizio dell'arcata, la spalla di sostegno di levante e un'arcatella cieca.
I muri superiori sono in a sacco e il loro paramento presenta l'alternanza di lastre in pietra e schegge lapidee principalmente verdi. La curva degli archi e gli spigoli di spalle e contrafforti erano in pietra locale.

## Galleria d'immagini

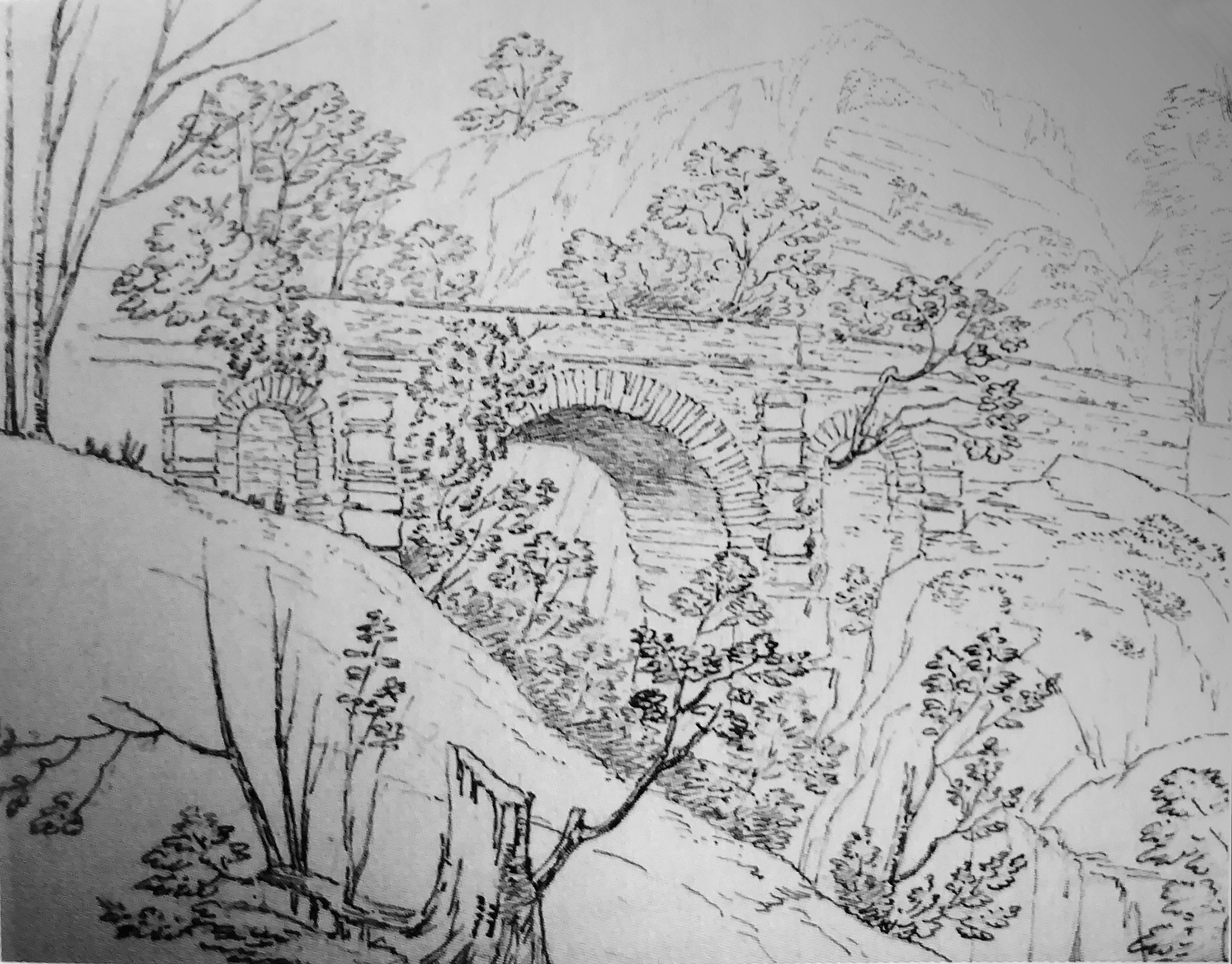
Il ponte romano prima del crollo.
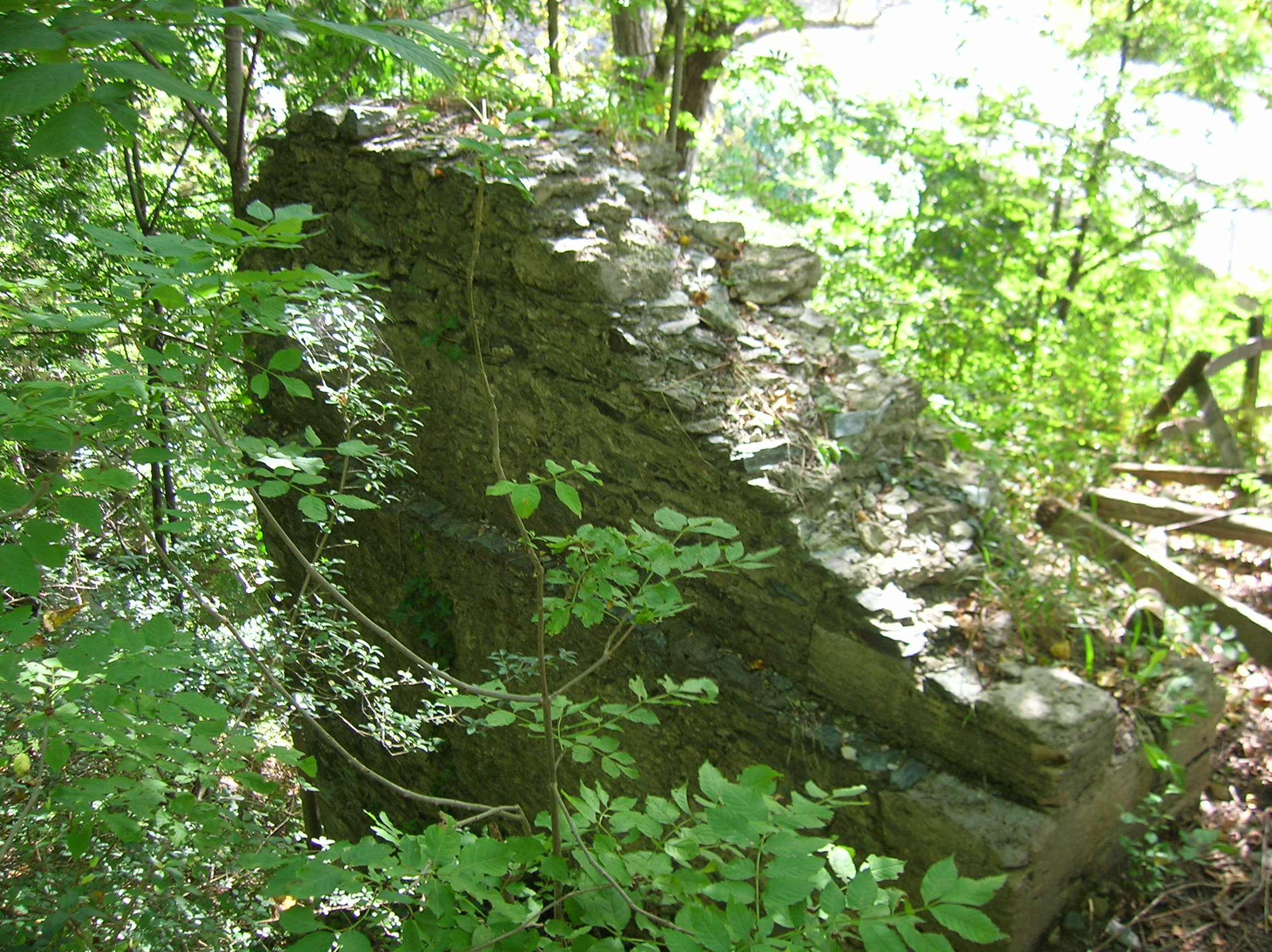
Ciò che resta della spalla più danneggiata.
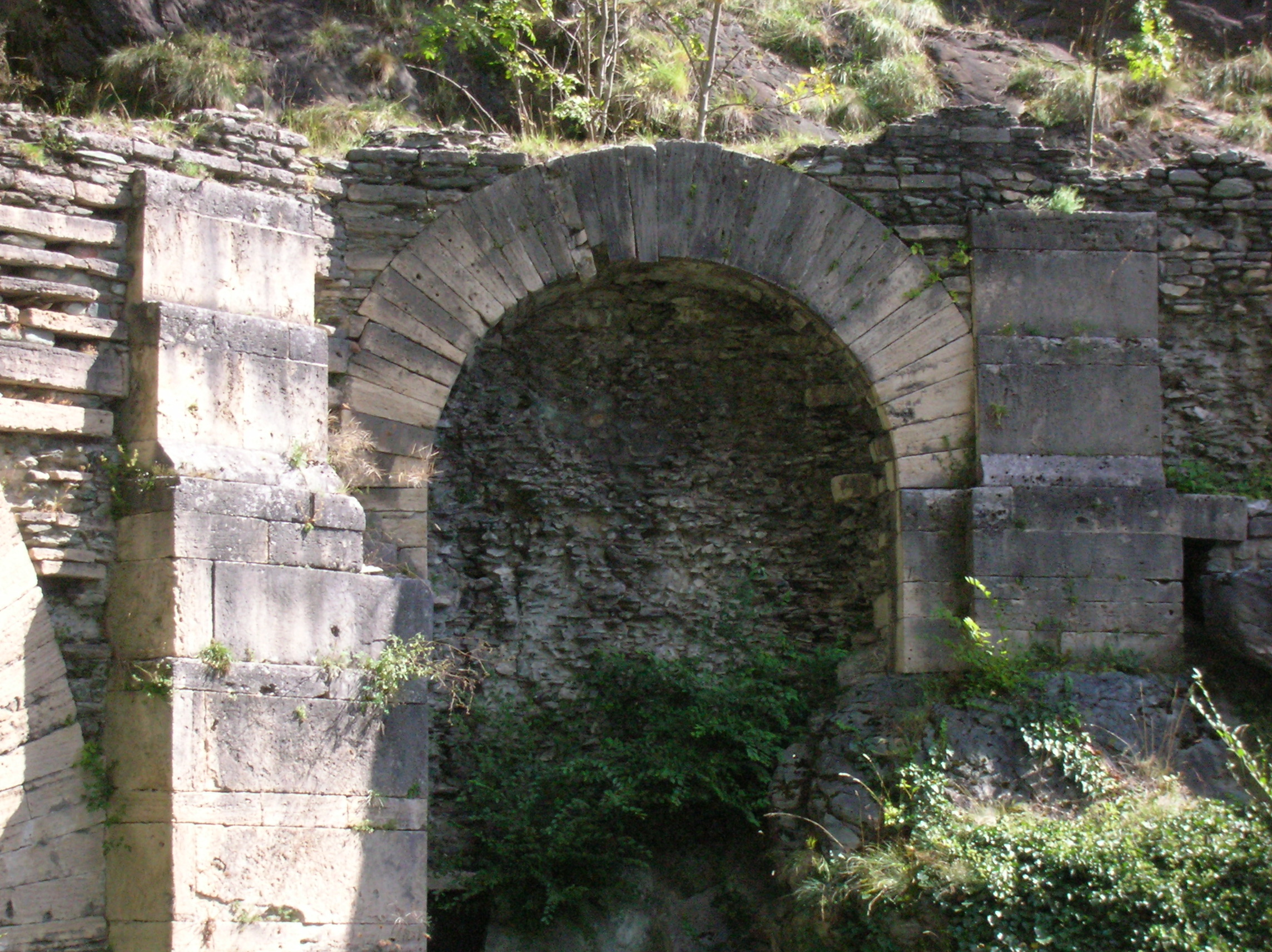
Dettaglio di arcatella cieca superstite.